# Macropophora trochlearis
Macropophora trochlearis är en skalbaggsart som först beskrevs av Carl von Linné 1758.  Macropophora trochlearis ingår i släktet Macropophora och familjen långhorningar.
Artens utbredningsområde är:
- Guyana.
- Surinam.

Inga underarter finns listade i Catalogue of Life.